# 135ª Squadriglia
La 135ª Squadriglia era un reparto del Regio Esercito.

## Storia
La 135ª Squadriglia Pomilio nasce il 10 dicembre 1917 dalla Sezione della 134ª Squadriglia nel IX Gruppo (poi 9º Gruppo Caccia) distaccata a Castenedolo (poi Aeroporto di Brescia-Montichiari) che era al comando del Tenente Umberto Venturini che disponeva di altri 2 piloti, tra cui il Sergente Fernando Ducceschi, e 3 osservatori e passa al comando del Capitano Eugenio Grassi.
Il 23 dicembre arrivano 3 Pomilio della seconda Sezione ed il 1º gennaio 1918 dispone di 5 piloti e 3 osservatori per 4 Pomilio.
Il 4 febbraio non ha aerei operativi ed il 13 febbraio va al Campo di aviazione di Sovizzo nel XVI Gruppo con 6 Pomilio PE.
Il 26 marzo passa al III Gruppo (poi 3º Gruppo caccia terrestre) ed alla metà di maggio va al Campo di aviazione di Castelgomberto.
Il 24 giugno un PE dopo una ricognizione sul Pasubio lancia 5 bombe sulla stazione di Trento mitragliando accampamenti ed il 12 luglio viene sciolta dopo 37 voli di guerra.